# Hawkins' ral
De Hawkins' ral (Diaphorapteryx hawkinsi) is een uitgestorven vogel uit de familie van de rallen, koeten en waterhoentjes (Rallidae).

## Verspreiding en leefgebied
Deze soort was endemisch op de Chathameilanden, een tot Nieuw-Zeeland behorende eilandgroep.